# Xã Barlow, Quận Washington, Ohio
Xã Barlow (tiếng Anh: Barlow Township) là một xã thuộc quận Washington, tiểu bang Ohio, Hoa Kỳ. Năm 2010, dân số của xã này là 2.618 người.